# Rudgea vellerea
Rudgea vellerea är en måreväxtart som beskrevs av Johannes Müller Argoviensis. Rudgea vellerea ingår i släktet Rudgea och familjen måreväxter. Inga underarter finns listade i Catalogue of Life.